# Horatius de Hooch
Horatius de Hooch (tätig 2. Hälfte des 17. Jahrhunderts) war ein holländischer Maler.
Horatius de Hooch war einer der vielen holländischen Maler, der sich auf Darstellungen italienischer Landschaften spezialisiert hatte. Über seine Herkunft und Ausbildung ist nichts bekannt. 1669 wird er erstmals al Obmann der Lukasgilde von Utrecht erwähnt. Möglicherweise war er vorher für einige Jahre in Amsterdam tätig, wo für 1653 eine Nachtlandschaft von ihm bei einem Kunsthändler namens Meldert erwähnt wird. 1670 heiratete er.
Es haben sich nur wenige Bilder von ihm erhalten. Die datierten Bilder entstanden in einem Zeitraum von 1652 bis 1692.

## Ausgewählte Werke
- Budapest, Szépmüvészeti Múzeum
  - Landschaft mit Apsis und Campanile der Kirche Santi Giovanni e Paolo in Rom.
- Stuttgart, Staatsgalerie
  - Südliches Flusstal mit Jägern.
- Verbleib unbekannt
  - Südliche Landschaft mit Ruinen. 1659 (am 3. November 1999 bei Christie's East in New York versteigert)
  - Familienbildnis in einer bergigen Landschaft. (am 12. Dezember 2000 bei Phillips in London versteigert)
  - Südliche Landschaft mit tanzenden Satyrn. (Staffage von Daniel Vertangen – am 8. Mai 2000 bei Sotheby's in Amsterdam versteigert)
  - Südliche Landschaft mit Jägern an einer Brücke. (am 1. Juli 2004 bei Van Ham in Keulen versteigert)